# Bruno Binnebesel
Bruno Binnebesel (født 26. september 1902, død 13. november 1944) var en tysk, katolsk præst og modstander af nazismen.
Allerede før krigen tog han afstand fra nazismen. Den 3. november 1943 blev han arresteret af Gestapo og dømt til døden ved hængning af Volksgerichtshof (folkedomstolen). Hans lig blev brændt. Urnen med hans aske blev begravet den 16. oktober 1947 på St. Hedwig i Berlin.